# フェナキストスコープ

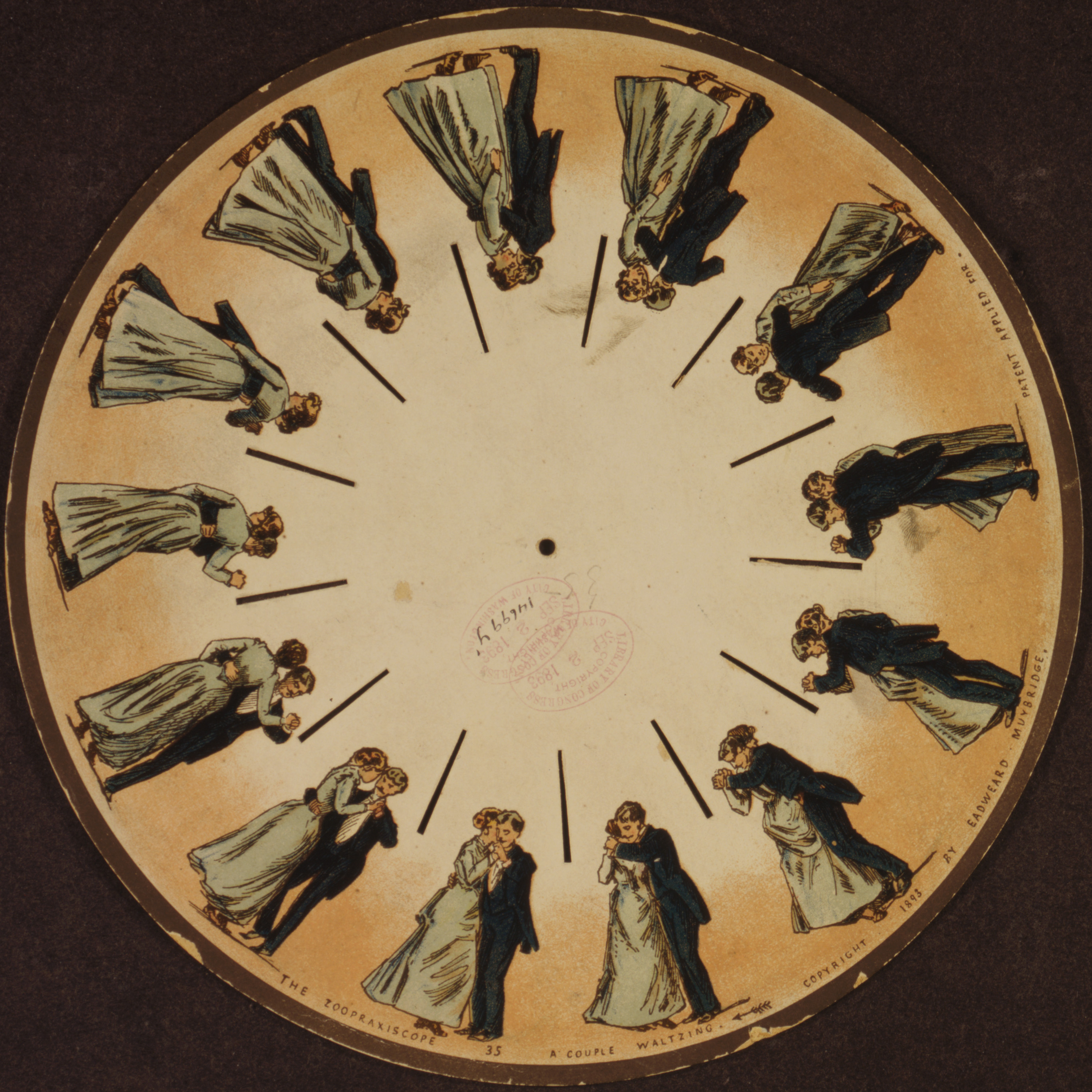
エドワード・マイブリッジによる
フェナキストスコープ用円板 (1893)

フェナキストスコープ（英: Phenakistoscope）またはフェナキスティスコープ（英: Phenakistiscope）は、回転のぞき絵（ゾートロープ）に先駆けて登場した初期のアニメーション機器。1831年、ベルギーのジョゼフ・プラトーとオーストリアのジーモン・フォン・シュタンプフェルがほぼ同時に発明した。日本語では「おどろき盤」という呼称もある。これは、1970年代に日本でフェナキストスコープを復元した古川タクが、「驚き盤」として命名したものとされている。
一般的なフェナキストスコープは、軸に垂直に取り付けられた回転する円板である。円板にはアニメーションのコマに相当する絵が順に描かれており、コマとコマの間にスリットがある。この円板を回転させ、絵を鏡に映し、動くスリットから透かして見る。仮現運動を利用し、スリットを通すことでブレがなくなり、絵が動いているように見えるのである。別の形状としては、絵を描いた円板とスリットのある円板を別々にしたものがある。こちらは鏡が不要という利点はあるが、扱いにくい。ゾートロープやプラキシノスコープなどとは異なり、フェナキストスコープは1度に1人しか楽しめない。
名称の由来は、希: φενᾱκῐστῐκός (phenākistikós)「騙す」 + 希: ὄψ(óps) 「目」である。眼を騙して絵が動いているように見せることから来ている。
Flanders International Film Festival では、映画製作に貢献した人物に Special Honorary Joseph Plateau Award としてプラトーのオリジナルのフェナキストスコープの複製品を贈呈している。

上の円板をGIFアニメで アニメーション化したもの
円板全体の回転状態